# Henri Wallet
Pour les articles homonymes, voir Wallet.
Henri Wallet, né le 28 juin 1850 à Allonne et mort le 3 novembre 1926 à Neuilly-sur-Seine, est un militaire puis dirigeant sportif français.

## Biographie
Henri Laurent Wallet, fils d'un propriétaire terrien, est né à Allonne dans le hameau de Voisinlieu. Son frère aîné Paul a été directeur de la Sûreté générale. Henri Wallet se destine d'abord à une carrière d'architecte. Militaire de carrière, il est chef de bataillon au 66e régiment d'infanterie puis major de garnison à Amiens en 1918.  Dirigeant de la Société des Sports de l'Île de Puteaux et de la Commission centrale de Lawn-Tennis au sein de l'U.S.F.S.A.., il contribue à la création de la Fédération française de tennis en 1920 après la dissolution de l'U.S.F.S.A. et en devient le premier Président de 1920 à 1925. Il a à ce titre activement contribué au développement de la pratique du tennis en France. On lui doit également la création des Internationaux de France de tennis en 1925 en remplacement du Championnat du monde sur terre battue. Ne souhaitant pas se représenter pour des raisons de santé, il est nommé Président d'Honneur.
En 1913, il participe activement à la création de la Fédération Internationale de Tennis qui est portée sur les fonts baptismaux en février à Londres en présence pour la France Pierre Gillou et Allan Muhr. L'Allemand Hans Behrens est désigné pour être le premier Président de la F.I.L.T., Henri Wallet lui succèdant pour l'année 1914, sous le nom de « Henry Walley ». Au sein de la Fédération, il tient le rôle de président du comité permanent et de la commission consultative.
Il se retire de ses obligations internationales après les Jeux olympiques d'été de 1924, organisés à Paris. Alors qu'il a été élu de nouveau président de la F.I.L.T. l'année de leur réalisation, il critique la suprématie du C.I.O. et la mise à l'écart de la Fédération dans l'organisation des Jeux, conduisant ainsi à un retrait des épreuves de tennis lors des prochaines olympiades.
Il est également membre-fondateur de la Société des artistes français, et l'un des plus anciens membres du cercle de l'Union artistique. Lui et son épouse occupent aussi des fonctions au sein de la Société Française de Secours aux Blessés Militaires. 
Après une cérémonie mortuaire à Saint-Jean-Baptiste de Neuilly, il repose à Beauvais, étant décédé des suites d'une longue maladie.

## Distinctions
- Médaille commémorative de la guerre 1870–1871 ;
- Médaille de 1914 ;
- Croix de guerre 1914–1918 ;
- Officier de la Légion d'honneur (1921)[12].